# Lampegietersavond
Lampegietersavond of Lammelietjesavond is een feest dat wordt gevierd in Veenendaal en andere plaatsen in de Gelderse Vallei op de maandag die het dichtst bij 17 september ligt. Van oorsprong wordt er gevierd dat de straatlantaarns gevuld worden met olie en voor het eerst aangestoken worden.

## Tradities
Tijdens Lampegietersavond lopen kinderen met (vaak zelfgemaakte) lampionnen een optocht. Hierbij komt het gebruik van schertsvuurwerk, met name knalerwten en trektouwtjes, voor. Voorop de optocht loopt een fanfare of dweilorkest. Veel kinderen verkleden zich.
Na de optocht krijgen kinderen traditioneel warme chocolademelk en kaneelbeschuitjes.

## Trivia
- Theater De Lampegiet in Veenendaal is vernoemd naar Lampegietersavond. Voor het theater staat het beeld Lampegietersavond (1998) van Bernadette Leijdekkers, bestaande uit een moeder met twee verklede kinderen.[6]